# Mercedes-Benz 190 Cosworth

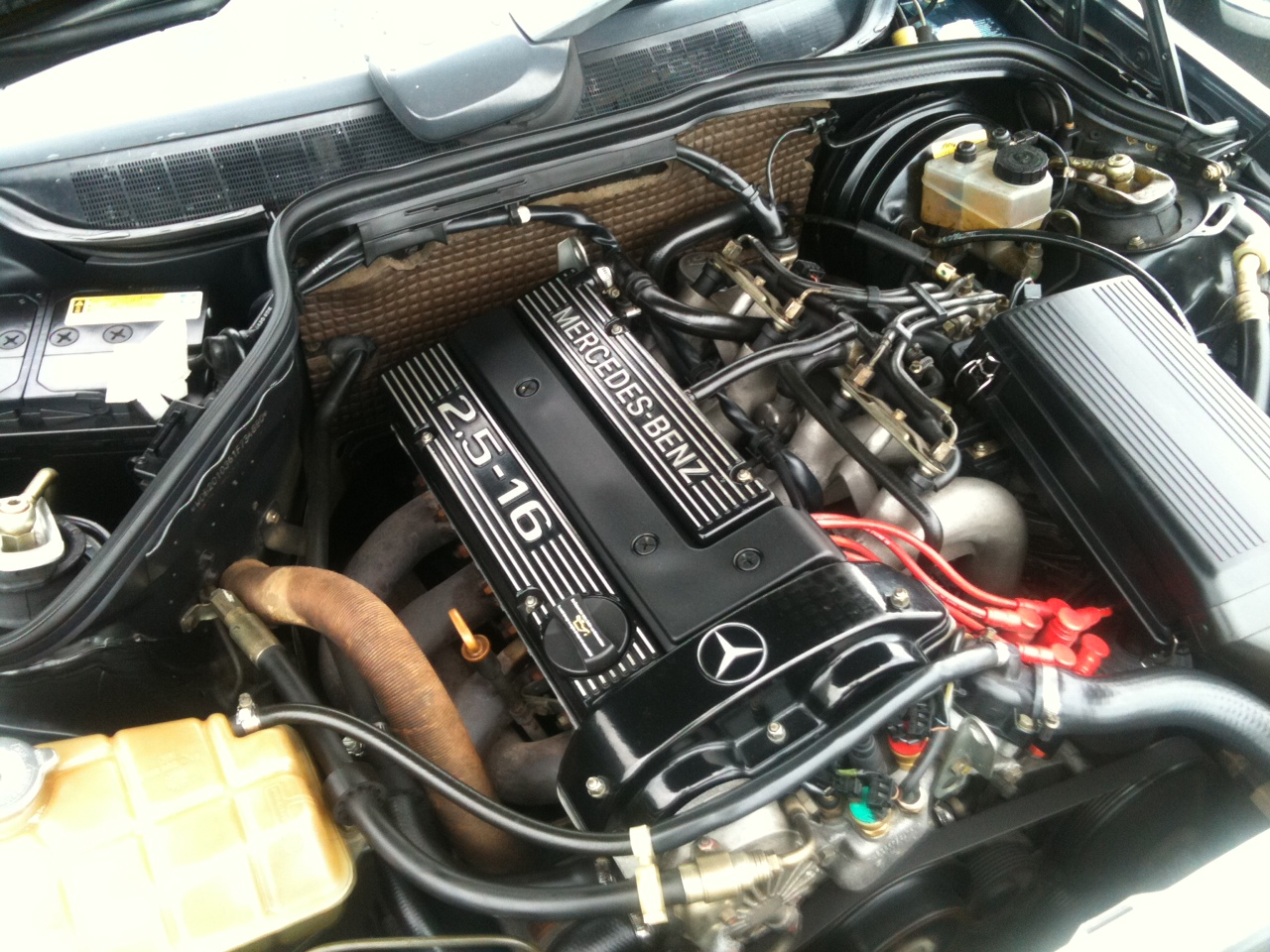
Silnik 2.5-16v

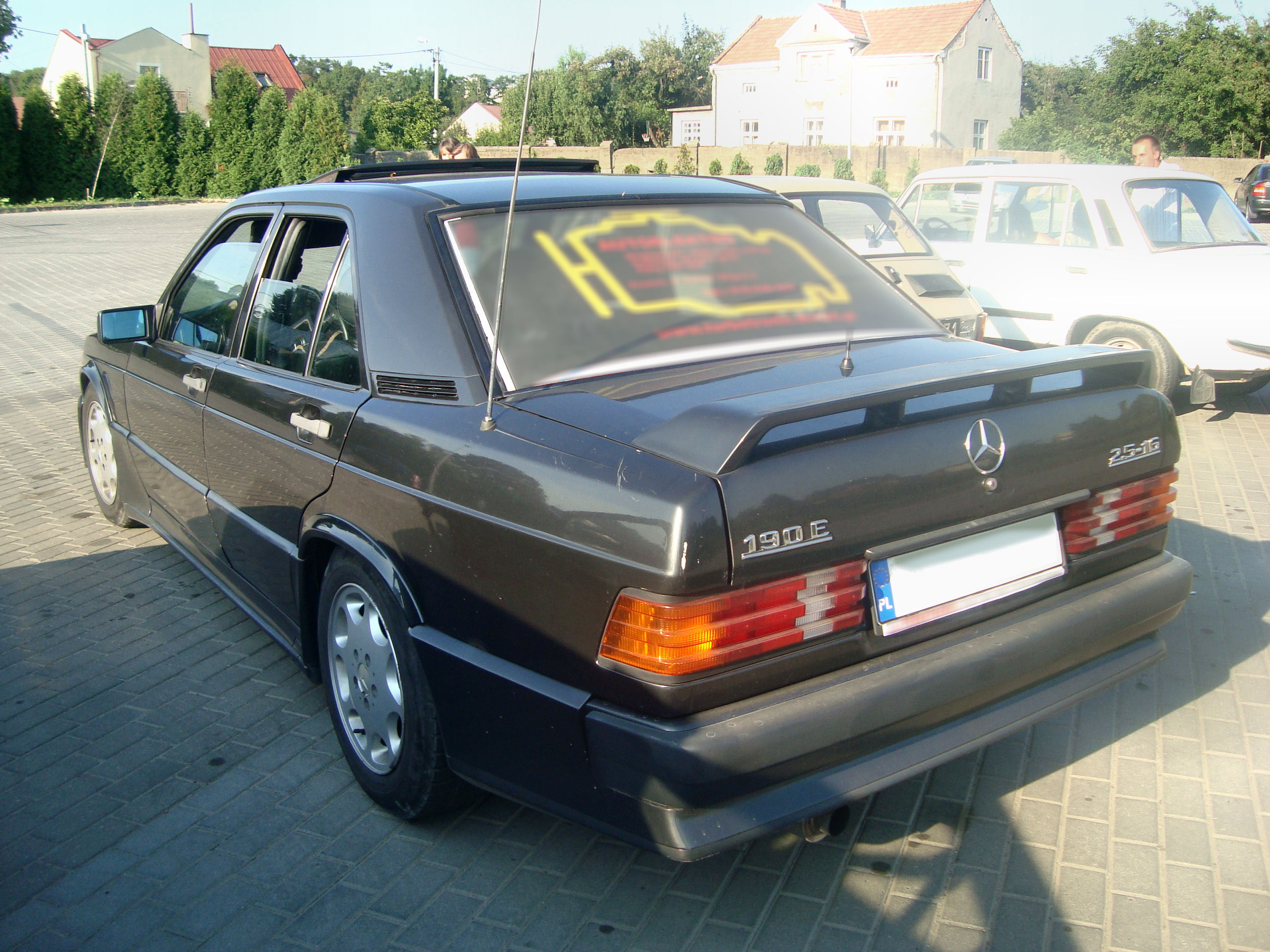
Tył Mercedesa 190E 2.5-16v

Mercedes-Benz 190 Cosworth – to usportowiona wersja serii 190 opracowana w 1983 roku. Po stworzeniu przez Mercedesa pierwszego od czasów wojny auta segmentu klasy średniej, Mercedes stworzył wersję sportową, która miała wygrać Rajdowe Mistrzostwa Świata WRC. Pomysł przedstawiono firmie Cosworth, która specjalizuje się w modyfikacjach silników, i z nią zdecydowano się na współpracę.

## Historia
Mercedes 190E 2.3-16v bazował na nadwoziu 190.

## Specyfikacja modelu
| Marka / Model / Wersja      | Mercedes-Benz W201 190E 2.3-16v                                              | Mercedes-Benz W201 190E 2.5-16v                                              | Mercedes-Benz W201 190E 2.5-16v Evo                                          | Mercedes-Benz W201 190E 2.5-16v Evo II                                       |
| Produkcja                   | 1982-1988                                                                    | 1988-1993                                                                    | 1989-1989                                                                    | 1990-1990                                                                    |
| Liczba egzemplarzy          | 19.487 sztuk                                                                 | 5.743 sztuki                                                                 | 502 sztuki                                                                   | 502 sztuki                                                                   |
| Silnik                      | M102 - 4-cylindrowy rzędowy, 16 zaworowy DOHC                                | M102 - 4-cylindrowy rzędowy, 16 zaworowy DOHC                                | M102 - 4-cylindrowy rzędowy, 16 zaworowy DOHC                                | M102 - 4-cylindrowy rzędowy, 16 zaworowy DOHC                                |
| Umiejscowienie              | Wzdłużnie, napęd klasyczny, silnik z przodu, tylny napęd                     | Wzdłużnie, napęd klasyczny, silnik z przodu, tylny napęd                     | Wzdłużnie, napęd klasyczny, silnik z przodu, tylny napęd                     | Wzdłużnie, napęd klasyczny, silnik z przodu, tylny napęd                     |
| Stopień sprężania           | 9,7:1                                                                        | 9,7:1                                                                        | 9,7:1                                                                        | 9,7:1                                                                        |
| Pojemność skokowa           | 2299 cm³                                                                     | 2498 cm³                                                                     | 2463 cm³                                                                     | 2463 cm³                                                                     |
| Pojemność skokowa           | 90,0 x 78,00 mm                                                              | 97,3 x 82,80 mm                                                              | 97,3 x 82,80 mm                                                              | 97,3 x 82,80 mm                                                              |
| Moc maksymalna              | 136 kW (185 KM) @ 6200 rpm                                                   | 143 kW (195 KM) @ 6800 rpm                                                   | 150 kW (204 KM) @ 6750 rpm                                                   | 173 kW (235 KM) @ 7200 rpm                                                   |
| Maksymalny moment obrotowy  | (235 Nm) @ 4500 rpm                                                          | (235 Nm) @ 5000 rpm                                                          | (240 Nm) @ 5000 rpm                                                          | (245 Nm) @ 5000 rpm                                                          |
| Prędkość maksymalna         | 230 km/h                                                                     | 235 km/h                                                                     | 240 km/h                                                                     | 250 km/h                                                                     |
| Przyspieszenie (0–100 km/h) | 7,7 s                                                                        | 7,5 s                                                                        | 7,0 s                                                                        | 6,7 s                                                                        |
| Pojemność zbiornika paliwa  | 70 litrów                                                                    | 70 litrów                                                                    | 70 litrów                                                                    | 70 litrów                                                                    |
| Nadwozie                    | Przestrzenna rama rurowa                                                     | Przestrzenna rama rurowa                                                     | Przestrzenna rama rurowa                                                     | Przestrzenna rama rurowa                                                     |
| Budowa i materiały          | Stalowa-Karoseria z komponentami i lekką stalą (Aluminium), 4-drzwiowy sedan | Stalowa-Karoseria z komponentami i lekką stalą (Aluminium), 4-drzwiowy sedan | Stalowa-Karoseria z komponentami i lekką stalą (Aluminium), 4-drzwiowy sedan | Stalowa-Karoseria z komponentami i lekką stalą (Aluminium), 4-drzwiowy sedan |
| Masa własna                 | 1300 kg                                                                      | 1300 kg                                                                      | 1320 kg                                                                      | 1340 kg                                                                      |
| Skrzynia biegów             | 5-biegowa ręczna                                                             | 5-biegowa ręczna                                                             | 5-biegowa ręczna                                                             | 5-biegowa ręczna                                                             |
| Rozstaw osi                 | 2655 mm                                                                      | 2655 mm                                                                      | 2655 mm                                                                      | 2655 mm                                                                      |
| Długość/Szerokość/Wysokość  | 4430 / 1720 / 1342 mm 4530 mm (Evo II)                                       | 4430 / 1720 / 1342 mm 4530 mm (Evo II)                                       | 4430 / 1720 / 1342 mm 4530 mm (Evo II)                                       | 4430 / 1720 / 1342 mm 4530 mm (Evo II)                                       |